# Mestaruussarja 1936
La Mestaruussarja 1936 fu la ventottesima edizione della massima serie del campionato finlandese di calcio, la settima come Mestaruussarja. Il campionato, con il formato a girone unico e composto da otto squadre, venne vinto dell'HJK.

## Squadre partecipanti
| Club        | Città     | Stagione 1935              |
| ----------- | --------- | -------------------------- |
| HIFK        | Helsinki  | 2º posto in Mestaruussarja |
| HJK         | Helsinki  | 4º posto in Mestaruussarja |
| HPS         | Helsinki  | Campione di Finlandia      |
| HT Helsinki | Helsinki  | 3º posto in Mestaruussarja |
| IF Drott    | Jakobstad | 2º posto in B-sarja        |
| Sudet       | Viipuri   | 6º posto in Mestaruussarja |
| TPS         | Turku     | 1º posto in B-sarja        |
| VPS         | Vaasa     | 5º posto in Mestaruussarja |

## Classifica finale
|  | Pos. | Squadra     | Pt | G  | V | N | P  | GF | GS | DR  |
|  | ---- | ----------- | -- | -- | - | - | -- | -- | -- | --- |
|  | 1.   | HJK         | 19 | 14 | 9 | 1 | 4  | 37 | 21 | +16 |
|  | 2.   | HPS         | 17 | 14 | 8 | 1 | 5  | 28 | 26 | +2  |
|  | 3.   | HIFK        | 16 | 14 | 7 | 2 | 5  | 38 | 22 | +16 |
|  | 4.   | Sudet       | 15 | 14 | 6 | 3 | 5  | 26 | 21 | +5  |
|  | 5.   | HT Helsinki | 14 | 14 | 5 | 4 | 5  | 25 | 27 | -2  |
|  | 6.   | TPS         | 14 | 14 | 7 | 0 | 7  | 30 | 36 | -6  |
|  | 7.   | VPS         | 12 | 14 | 5 | 2 | 7  | 36 | 31 | +5  |
|  | 8.   | IF Drott    | 5  | 14 | 2 | 1 | 11 | 14 | 50 | -36 |

Legenda:
      Campione di Finlandia
      Retrocesse in Itä–Länsi-sarja
Note:
Due punti a vittoria, uno a pareggio, zero a sconfitta.